# 위트레흐트 조약

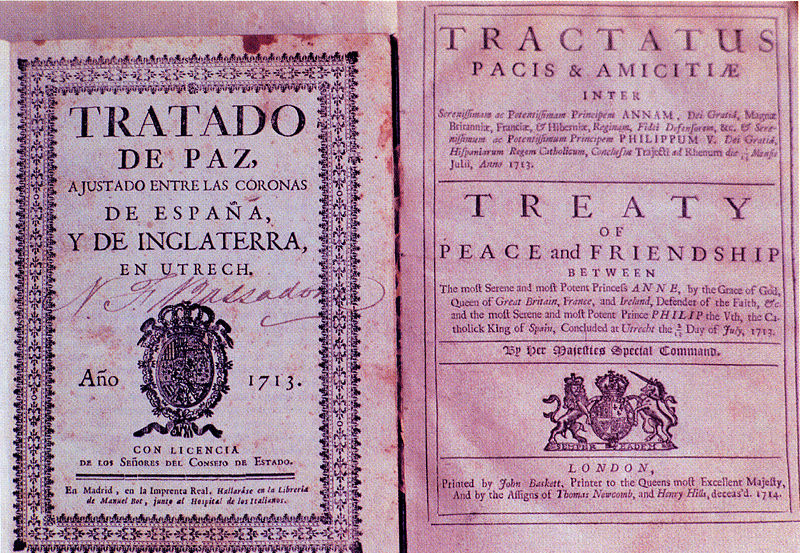
영어, 스페인, 라틴어로 인쇄된 1713년 위트레흐트 조약의 첫 번째 판.

위트레흐트 조약(네덜란드어: Vrede van Utrecht)은 단순한 하나의 조약이 아니라 네덜란드의 도시 위트레흐트에서 1713년 3월에서 5월 중에 체결된 다양한 개개의 조약들의 결합을 통해 위트레흐트의 평화를 성립시킨 평화 조약이다. 다양한 각각의 유럽 국가들에 의해 맺어진 이 조약은 스페인 왕위 계승 전쟁을 종결시키는 데 도움을 주었다.
이 조약은 프랑스 왕 루이 14세, 스페인 왕 펠리페 5세의 대표자들과, 이에 대해 그레이트브리튼 왕국의 앤 여왕과 사보이 공국, 그리고 네덜란드 등 많은 나라들이 대표자들 사이에서 체결되었다.

## 협상
프랑스와 그레이트브리튼 왕국은 런던에서 조약의 초안이 이미 사인된, 1711년 10월에 조약의 항목을 논의하는 데 이르렀다. 이 조약에서 우선 스페인이 소유하고 있는 유럽지역의 영토분할을 인정하고 받아들인다는 양해를 기초로 하고 있다. 이에 뒤이어, 브리스톨의 주교 존 로빈슨과 스트래포드 경 토마스 웬트워스가 대표로 참여한 회담이 1712년 1월 29일 위트레흐트에서 열렸다. 네덜란드는 내키지 않았지만, 조약의 초안을 받아들이고 대표를 파견하는 것을 받아들였다. 그러나 황제는 그가 이 초안이 구속력이 없다는 것을 확신하기 전까지는 초안을 받아들이고 대표를 파견하는 것을 거부하였다. 이러한 확신을 받고 2월이 되어서야 제국의 대표가 회담장에 나타났다. 펠리페 5세가 아직 스스로 스페인의 왕이라는 것을 자각하지 못했기 때문에, 스페인은 처음에는 전권대사를 파견하지 않았으나, 사보이 공국과 포르투갈은 전권대사를 보냈다.
처음 의논된 문제는 프랑스와 스페인으로부터 그들의 왕위가 한 사람에게 물려져서는 안 된다는 보장을 받는 것이었고, 이 문제로 인해 회담은 1712년 7월 10일까지 진척되지 않았다. 펠리페 5세가 스페인과 프랑스의 왕위가 한 사람에게 양위되게 하지 않겠다는 데 합의를 하고 영국과 프랑스가 휴전에 동의하자, 평화협정은 가속도가 붙었고, 주된 협정들이 1713년 4월 11일에 최종적으로 맺어졌다.

## 주요 조항
조약의 조항에 따르면 루이 14세의 손자인 앙주 공작 필리프는 펠리페 5세로서 스페인의 왕으로 즉위하는 것이 인정되고 따라서 전왕 카를로스 2세의 의지로 명문화된 계승이 공고히 되었다. 그러나 필립과 그의 후손들은 그들이 프랑스의 왕권을 계승하는 것이 정당한 것인가 하는 의문에도 불구하고 조약이 체결된 때부터 즉시 프랑스의 왕위 계승권을 포기하도록 강요받았다. 똑같은 상황이 베리 공작(루이 14세의 가장 어린 손자)과 오를레앙 공작(루이 14세의 조카)과 같은 프랑스 공작들에게도 강요되었는데, 이들과 이들의 자손들은 스페인의 왕권에 대한 주장을 포기해야만 했다.
스페인의 유럽 영토 역시 분할되었다. 사보이아는 시칠리아 섬과 밀라노 공국의 일부를 받았고, 신성 로마 제국의 황제이자 오스트리아의 대공인 카를 6세는 스페인령 네덜란드와 나폴리 왕국, 사르데냐 그리고 밀라노 공국의 대부분을 받았다. 포르투갈은 브라질에 있는 아마존강과 오야포크 강(Oyapock) 사이의 땅에 대한 영유권을 인정받았다. 1715년 포르투갈인들은 스페인에 의해 빼앗겼던 우루과이의 콜로니아델사크라멘토를 탈환했다.
덧붙여 스페인은 지브롤터와 마요르카 섬을 그레이트브리튼 왕국에 양도하고, 아주 이익이 많이 나는 노예 무역 계약의 독점권인 아시엔토 역시 그레이트브리튼 왕국에 주는 데 동의하였다. 1764년 북아메리카에서 프랑스는 루퍼츠랜드와 아카디아, 뉴펀들랜드 등 캐나다 전반에 대한 권한을 영국에 양도하였다. 세인트키츠 섬의 거의 대부분의 지역도 또한 그레이트브리튼 왕국에 전적으로 양도되었다. 프랑스는 또 그레이트브리튼 왕국이 이로쿼이족에 대한 그레이트브리튼 왕국의 종주권과 교역할 수 있는 먼 지역의 인디언들은 그 어떤 나라와도 무역을 할 수 있다는 것을 인정하도록 강요받았다. 프랑스는 일레 생 장(지금의 프린스에드워드 섬)과 후일 루이스버그 요새가 세워지는 일레 로얄레(지금의 카페 브레톤 섬)을 포함한 다른 북 아메리카 영토들을 유지할 수 있었다. 연속되는 상업적인 조항들 역시 체결되었다.
위트레흐트 조약이 체결된 후에도 프랑스는 바덴 조약과 라슈타트 조약으로 적대행위가 끝나기 전까지 신성 로마 제국의 카를 6세와 1714년까지 전쟁을 계속했다. 스페인과 포르투갈은 신성 로마 제국과 새로운 부르봉 왕조의 스페인이 1720년까지 평화 조약을 체결하지 않고 있던 반면에, 1750년에 마드리드 조약이 체결되기 전까지 서로 공식적인 전쟁상태에 있었다. 프로이센에는 힐데를란트를 할양하였다.

## 조약에 대한 반응

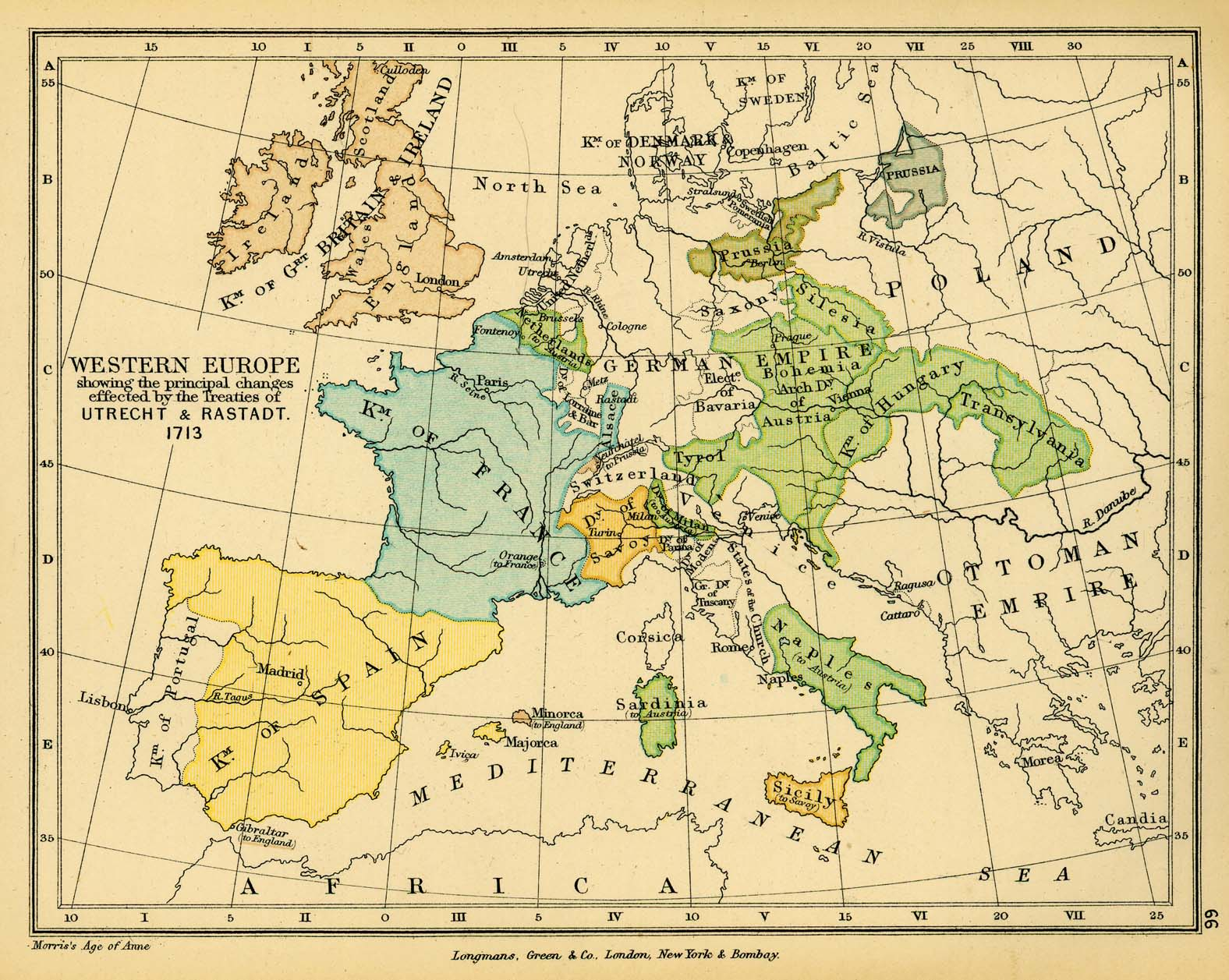
위트레흐트 조약과 라슈타트 조약이 체결된 후 서 유럽의 변화된 국경을 묘사한 것이다.

조약에서의 영토조항은 프랑스가 1706년, 그리고 1709년에 평화조약 항목을 내놓았을 때도 이 항목을 검토한 영국의 휘그당이 내켜하지 않아서 받아들여지지 않았다. 휘그당은 스스로를 강력한 반 프랑스 정책을 추진한 윌리엄 3세와 말버러 공작의 후계자라고 생각하였다. 실제로 1세기 후에 휘그당의 존 윌크스는 이러한 휘그당의 움직임을 경멸하며 "평화의 신은 휘그당의 이해의 정도를 넘어서는 존재이다."라고 묘사하였다. 그러나 1710년 토리당이 국회의 주도권을 장악하자, 그들은 영국이 유럽 전쟁에 참여하는 것을 끝내고 싶어 했고, 앤 여왕과 그녀의 조언자들 역시 같은 입장이었다.
로버트 할리와 볼링브룩 자작의 지도하에 토리당은 회담을 개최하는 데 좀 더 유연함을 제공하였고, 휘그당을 프랑스 찬성자로 몰아갔다. 옥스퍼드와 볼링브룩은 여왕을 설득하여 상원에서 12명의 새로운 토리당의 지지자를 만드는 데 성공했고 상원에서 조약을 비준하게 했다.
비록 스페인령 네덜란드의 운명이 특히 네덜란드 정부의 흥미를 끌었지만, 네덜란드인들은 그 조약이 그들의 영토에서 체결되었음에도 불구하고 조약의 결과로 파급될 영향이 별것 아닐 것이라고 여겼다. 프랑스의 협상가 멜키오르 드 폴리냐크(Melchior de Polignac)는 네덜란드 인들을 데 부 체 부 산부(당신에 관한, 당신의 나라에서, 그러나 당신은 제외된이라는 뜻)라는 재치 있는 말로 조롱하였다. 볼링브록 자작이 영국의 사령관 오먼드 공작에게 드냉 전투 이전에 프랑스군에게는 알리고 동맹군에게는 알리지 않은 채 동맹군으로부터 이탈해 철수하라는 비밀스러운 명령을 내린 사실이 있다. 그리고 영국과 프랑스가 단독 평화조약을 맺은 것이 기정사실화 되자 동맹군은 그 기세를 잃고 말았다. 이후 여러 가지 일을 통해 네덜란드는 1715년 오스트리아 네덜란드 추가 조약을 통해 오스트리아 령 네덜란드에 대한 공동주권을 획득한다.

## 힘의 균형
1701년 카를 다벤난트가 자신의 저서 힘의 균형에 관한 소고에서 처음 언급된 힘의 균형에 대한 유럽인의 생각은 전쟁 중 교전을 할 때나 조약을 맺는 회담의 자리에서나 주된 주제가 되었다. 1709년 4월 9일 출판된 다니엘 디포의 프랑스의 국정에 대한 관찰은 내각의 지원을 받아 출간되는 정기 간행물이었는데, 여기에는 당시 영국 협상가들의 주된 생각들과, 이 생각들이 최종 조약에도 영향을 미쳤음이 기록되어 있다. 프랑스 혁명때까지 힘의 균형에 대한 생각은 유럽 정계에서 가장 중요한 테마로 여겨졌다. 그리고 힘의 균형이 중요하다는 생각은 19세기에 다시 대두된다.